# Luigi Consonni
Luigi Consonni (Seregno, 7 febbraio 1977) è un allenatore di calcio ed ex calciatore italiano, di ruolo centrocampista.

## Caratteristiche tecniche

### Giocatore
Era un regista mancino – in grado di adattarsi a trequartista – dotato di una buona visione di gioco. In gioventù è stato impiegato come mezzapunta.

## Carriera

### Giocatore
Muove i suoi primi passi nelle giovanili della Juventus, che nel 1996 lo cede al Fiorenzuola, in Serie C1. Nel 2000 passa in comproprietà al Rimini, in Serie C2. A fine stagione viene riscattato dal Fiorenzuola, che lo cede alla Pistoiese. Esordisce in Serie B il 26 agosto 2001 in L.R. Vicenza-Pistoiese (1-1), subentrando al 35' della ripresa al posto di Marco Piovanelli. Termina la stagione – conclusa con la retrocessione dei toscani – con 34 presenze e 1 rete. 
Il 21 giugno 2002 si trasferisce al Cosenza, in Serie B. Esordisce con i calabresi il 31 agosto contro il Palermo. Dopo aver trascorso sei mesi in prestito alla Salernitana, nel 2003 viene ingaggiato dalla SPAL. Complici i problemi economici della società estense, nel 2005 durante la sessione del calciomercato invernale passa in comproprietà al Napoli, in Serie C1. Esordisce con i campani il 6 gennaio contro il Giulianova (3-0). Esce al 78', venendo sostituito da Cataldo Montesanto. Il 20 marzo, in occasione di Napoli-Teramo, realizza in pieno recupero il goal che decide il match in favore dei partenopei (1-0), con un sinistro al volo dall'interno dell'area che si infila all'incrocio dei pali. A fine stagione viene riscattato alle buste dalla SPAL.
La stagione seguente, voluto fortemente dal tecnico Massimiliano Allegri, che lo aveva già allenato alla SPAL, viene acquistato dal Grosseto, in Serie C1. Esordisce con i maremmani da titolare l'11 settembre 2005 in Frosinone-Grosseto (1-0). Mette a segno la sua prima rete in campionato il 23 aprile 2006 contro il Napoli. Il 13 maggio 2007 il Grosseto ottiene, grazie al successo all'ultima giornata per 1-0 a Padova, la sua prima storica promozione in Serie B. A questo successo segue quello della Supercoppa di Lega di Serie C1. L'anno successivo diventa capitano della squadra. Il 10 maggio 2008 in Grosseto-Bologna, realizza con un pallonetto la rete che chiude la partita sul 3-0 in favore dei maremmani, che sancisce la matematica salvezza dei toscani. Termina l'annata con 29 presenze e 2 reti.
Il 30 maggio 2009 il Grosseto conquista la qualificazione ai play-off validi per l'accesso in Serie A. Nel corso della semifinale di ritorno - persa contro il Livorno 4-1 - viene espulso al 30' della ripresa per doppia ammonizione, lasciando la squadra in sette. L'anno successivo, a causa delle continue squalifiche, per risparmiargli sanzioni più pesanti, gli viene tolta la fascia da capitano, che viene assegnata a Filippo Carobbio. Il 6 gennaio 2011 riporta la lesione infratendinea del tendine di Achille, rimanendo fermo per tre mesi. Rientra in campo il 16 aprile nel derby perso contro il Siena (0-1), subentrando al 57' a Leandro Vitiello. Il 29 maggio 2011 raggiunge le 172 presenze in maglia biancorossa, piazzandosi al ventesimo posto nella classifica dei giocatori con più presenze nella storia della società unionista.
Il 31 marzo 2012 si frattura il malleolo nel corso della sfida disputata contro il Sassuolo (2-2 il finale). Rientra in campo all'ultima giornata nel derby perso contro il Livorno (2-0), sostituendo Crimi al 37' della ripresa. Il 30 giugno 2012 scade il contratto che lo legava alla società biancorossa, rimanendo svincolato. Lascia i biancorossi dopo sette stagioni, 216 presenze e 10 reti. Con i toscani ha vinto un campionato di Serie C1 e una Supercoppa di Lega di Serie C1.
(Luigi Consonni, 7 luglio 2012.)
Il 30 ottobre 2012 viene ingaggiato dall'Albinia, in Eccellenza. Il 3 febbraio 2013 mette a segno una doppietta nello scontro disputato contro il Pelli (vinto per 4-1). Termina la stagione con 15 presenze e 4 reti. Il 9 luglio rinnova il proprio contratto per un'altra stagione. Il 31 luglio 2014 viene acquistato dal Roselle, società militante nel campionato di Prima Categoria. Oltre al ruolo di giocatore, svolgerà anche la funzione di tecnico della squadra giovanissimi provinciali.
Termina la carriera agonistica archiviando una doppia promozione, conducendo la squadra in Eccellenza.

### Allenatore
Il 19 novembre 2012 fa ritorno al Grosseto, nel ruolo di vice allenatore, alle spalle di Lamberto Magrini. Il 18 dicembre, dopo aver ottenuto quattro punti in altrettante partite, i due vengono sollevati dall'incarico, e sostituiti da Leonardo Menichini.
Il 5 maggio 2016 vince alla guida del Roselle il titolo del campionato giovanissimi provinciali. Nel 2017 gli viene affidata la panchina del Grosseto, rinato calcisticamente in seguito al cambio di denominazione da parte del Roselle. Viene esonerato il 23 gennaio 2018. Il 14 gennaio 2019 torna al Grosseto per guidare la formazione Juniores. La stagione successiva passa alla guida degli Allievi Regionali, per poi venire promosso dopo due stagioni a tecnico della Berretti.
Il 14 luglio 2022 viene ingaggiato dalla Pistoiese, che gli affida la formazione Juniores. Il 25 ottobre sostituisce Emmanuel Cascione alla guida della prima squadra, impegnata nel campionato di Serie D. Il 20 luglio 2023, dopo aver guidato la squadra al secondo posto in classifica – qualificandosi ai play-off, in cui i toscani vengono eliminati in semifinale dal Corticella – rinnova il contratto con la Pistoiese fino al 2024. Il 22 ottobre viene esonerato. Il 3 novembre viene richiamato sulla panchina dei toscani, in sostituzione di Manolo Manoni. Il 19 dicembre Consonni e il suo staff vengono sollevati dall'incarico.
Il 14 ottobre 2024 il Grosseto, lo annuncia come nuovo allenatore al posto di Roberto Malotti. Il neo mister troverà una situazione incandescente, con una piazza innervosita dalle promesse di promozione (e dalle due clamorose rimonte subite entrambe dopo aver condotto la gara per 2-0, rispettivamente contro il Livorno da 0-2 a 5-2 e il Terranuova Traiana da 0-2 a 3-2), trovandosi a lottare a novembre 2024, per riemergere dai bassifondi della classifica.

## Calcioscommesse
In seguito allo scandalo del calcioscommesse, l'8 maggio 2012 viene deferito dalla Procura federale della FIGC.
Il 1º giugno 2012 il procuratore federale Stefano Palazzi richiede per lui un anno di squalifica per omessa denuncia. Il 18 giugno 2012 viene prosciolto dall'accusa.

## Statistiche

### Presenze e reti nei club
| Stagione           | Squadra            | Campionato         | Campionato | Campionato | Coppe nazionali | Coppe nazionali | Coppe nazionali | Coppe continentali | Coppe continentali | Coppe continentali | Altre coppe | Altre coppe | Altre coppe | Totale | Totale |
| Stagione           | Squadra            | Comp               | Pres       | Reti       | Comp            | Pres            | Reti            | Comp               | Pres               | Reti               | Comp        | Pres        | Reti        | Pres   | Reti   |
| ------------------ | ------------------ | ------------------ | ---------- | ---------- | --------------- | --------------- | --------------- | ------------------ | ------------------ | ------------------ | ----------- | ----------- | ----------- | ------ | ------ |
| 1995-1996          | Juventus           | A                  | 0          | 0          | CI              | 0               | 0               | UCL                | 0                  | 0                  | SI          | 0           | 0           | 0      | 0      |
| 1996-1997          | Fiorenzuola        | C1                 | 22         | 2          | CI-C            | 1               | 1               | -                  | -                  | -                  | -           | -           | -           | 23     | 3      |
| 1997-1998          | Fiorenzuola        | C1                 | 16         | 0          | -               | -               | -               | -                  | -                  | -                  | -           | -           | -           | 16     | 0      |
| 1998-1999          | Fiorenzuola        | C2                 | 31         | 1          | -               | -               | -               | -                  | -                  | -                  | -           | -           | -           | 31     | 1      |
| 1999-2000          | Fiorenzuola        | C2                 | 29         | 2          | -               | -               | -               | -                  | -                  | -                  | -           | -           | -           | 29     | 3      |
| Totale Fiorenzuola | Totale Fiorenzuola | Totale Fiorenzuola | 98         | 5          |                 | 1               | 1               |                    | -                  | -                  |             | -           | -           | 99     | 6      |
| 2000-2001          | Rimini             | C2                 | 30+2       | 6          | CI-C            | 0               | 0               | -                  | -                  | -                  | -           | -           | -           | 32     | 6      |
| 2001-2002          | Pistoiese          | B                  | 34         | 1          | CI              | 2               | 0               | -                  | -                  | -                  | -           | -           | -           | 36     | 1      |
| 2002-gen. 2003     | Cosenza            | B                  | 15         | 0          | CI              | 1               | 0               | -                  | -                  | -                  | -           | -           | -           | 16     | 0      |
| gen.-giu. 2003     | Salernitana        | B                  | 9          | 0          | CI              | -               | -               | -                  | -                  | -                  | -           | -           | -           | 9      | 0      |
| 2003-2004          | SPAL               | C1                 | 30         | 1          | CI-C            | 0               | 0               | -                  | -                  | -                  | -           | -           | -           | 30     | 1      |
| 2004-gen. 2005     | SPAL               | C1                 | 15         | 3          | CI-C            | 5               | 0               | -                  | -                  | -                  | -           | -           | -           | 20     | 3      |
| Totale SPAL        | Totale SPAL        | Totale SPAL        | 45         | 4          |                 | 5               | 0               |                    | -                  | -                  |             | -           | -           | 50     | 4      |
| gen.-giu. 2005     | Napoli             | C1                 | 15+3       | 2          | -               | -               | -               | -                  | -                  | -                  | -           | -           | -           | 18     | 2      |
| 2005-2006          | Grosseto           | C1                 | 29+4       | 2          | CI+CI-C         | 0+2             | 0               | -                  | -                  | -                  | -           | -           | -           | 35     | 2      |
| 2006-2007          | Grosseto           | C1                 | 30         | 3          | CI+CI-C         | 1+0             | 0               | -                  | -                  | -                  | SL-C1       | 1           | 0           | 32     | 3      |
| 2007-2008          | Grosseto           | B                  | 29         | 2          | CI              | 1               | 0               | -                  | -                  | -                  | -           | -           | -           | 30     | 2      |
| 2008-2009          | Grosseto           | B                  | 34+2       | 0          | CI              | 2               | 0               | -                  | -                  | -                  | -           | -           | -           | 38     | 0      |
| 2009-2010          | Grosseto           | B                  | 30         | 2          | CI              | 1               | 0               | -                  | -                  | -                  | -           | -           | -           | 31     | 2      |
| 2010-2011          | Grosseto           | B                  | 20         | 0          | CI              | 1               | 0               | -                  | -                  | -                  | -           | -           | -           | 21     | 0      |
| 2011-2012          | Grosseto           | B                  | 27         | 1          | CI              | 2               | 0               | -                  | -                  | -                  | -           | -           | -           | 29     | 1      |
| Totale Grosseto    | Totale Grosseto    | Totale Grosseto    | 199+6      | 10         |                 | 10              | 0               |                    | -                  | -                  |             | 1           | 0           | 216    | 10     |
| 2012-2013          | Albinia            | Ecc.               | 15         | 4          | CI-Dil          | -               | -               | -                  | -                  | -                  | -           | -           | -           | 15     | 4      |
| 2013-2014          | Albinia            | Ecc.               | 23         | 3          | CI-Dil          | 4               | 1               | -                  | -                  | -                  | -           | -           | -           | 27     | 4      |
| Totale Albinia     | Totale Albinia     | Totale Albinia     | 38         | 7          |                 | 4               | 1               |                    | -                  | -                  |             | -           | -           | 42     | 8      |
| 2014-2015          | Roselle            | 1° Cat.            | 24         | 5          | CI-Dil          | 5               | 1               | -                  | -                  | -                  | -           | -           | -           | 29     | 6      |
| 2015-2016          | Roselle            | Prom.              | 22         | 0          | CI-Dil          | 1               | 0               | -                  | -                  | -                  | -           | -           | -           | 23     | 0      |
| 2016-2017          | Roselle            | Ecc.               | 19+1       | 1          | CI-Dil          | 3               | 1               | -                  | -                  | -                  | -           | -           | -           | 23     | 2      |
| Totale Roselle     | Totale Roselle     | Totale Roselle     | 65+1       | 6          |                 | 9               | 2               |                    | -                  | -                  |             | -           | -           | 75     | 8      |
| Totale carriera    | Totale carriera    | Totale carriera    | 560        | 42         |                 | 32              | 4               |                    | 0                  | 0                  |             | 1           | 0           | 593    | 46     |

### Statistiche da allenatore
Statistiche aggiornate al 30 novembre 2024. In grassetto le competizioni vinte.
| Stagione         | Squadra          | Campionato       | Campionato | Campionato | Campionato | Campionato | Coppe nazionali | Coppe nazionali | Coppe nazionali | Coppe nazionali | Coppe nazionali | Coppe continentali | Coppe continentali | Coppe continentali | Coppe continentali | Coppe continentali | Altre coppe | Altre coppe | Altre coppe | Altre coppe | Altre coppe | Totale | Totale | Totale | Totale | % Vittorie | Piazzamento        |
| Stagione         | Squadra          | Comp             | G          | V          | N          | P          | Comp            | G               | V               | N               | P               | Comp               | G                  | V                  | N                  | P                  | Comp        | G           | V           | N           | P           | G      | V      | N      | P      | %          | Piazzamento        |
| ---------------- | ---------------- | ---------------- | ---------- | ---------- | ---------- | ---------- | --------------- | --------------- | --------------- | --------------- | --------------- | ------------------ | ------------------ | ------------------ | ------------------ | ------------------ | ----------- | ----------- | ----------- | ----------- | ----------- | ------ | ------ | ------ | ------ | ---------- | ------------------ |
| 2017-gen. 2018   | Grosseto         | Ecc.             | 20         | 11         | 7          | 2          | CI-Ecc.         | 5               | 5               | 0               | 0               | -                  | -                  | -                  | -                  | -                  | -           | -           | -           | -           | -           | 25     | 16     | 7      | 2      | 64,00      | Eson.              |
| ott. 2022-2023   | Pistoiese        | D                | 28+1       | 18         | 6          | 4+1        | CI-D            | 1               | 0               | 0               | 1               | -                  | -                  | -                  | -                  | -                  | -           | -           | -           | -           | -           | 30     | 18     | 6      | 6      | 60,00      | Sub., 2º           |
| 2023-2024        | Pistoiese        | D                | 14         | 6          | 6          | 2          | CI-D            | 2               | 1               | 1               | 0               | -                  | -                  | -                  | -                  | -                  | -           | -           | -           | -           | -           | 16     | 7      | 6      | 2      | 43,75      | Eson., Sub., Eson. |
| Totale Pistoiese | Totale Pistoiese | Totale Pistoiese | 43         | 24         | 12         | 7          |                 | 3               | 1               | 1               | 1               |                    | -                  | -                  | -                  | -                  |             | -           | -           | -           | -           | 46     | 25     | 13     | 8      | 54,35      |                    |
| ott. 2024-2025   | Grosseto         | D                | 28         | 11         | 10         | 7          | CI-D            | -               | -               | -               | -               | -                  | -                  | -                  | -                  | -                  | -           | -           | -           | -           | -           | 28     | 11     | 10     | 7      | 39,29      | Sub., 7º           |
| Totale Grosseto  | Totale Grosseto  | Totale Grosseto  | 48         | 22         | 17         | 9          |                 | 5               | 5               | 0               | 0               |                    | -                  | -                  | -                  | -                  |             | -           | -           | -           | -           | 53     | 27     | 17     | 9      | 50,94      |                    |
| Totale carriera  | Totale carriera  | Totale carriera  | 91         | 46         | 29         | 16         |                 | 8               | 6               | 1               | 1               |                    | -                  | -                  | -                  | -                  |             | -           | -           | -           | -           | 99     | 52     | 30     | 17     | 52,53      |                    |

## Palmarès

### Giocatore

#### Competizioni giovanili
- Coppa Italia Primavera: 1

Juventus: 1994-1995

#### Competizioni nazionali
- Campionato italiano Serie C1: 1

Grosseto: 2006-2007 (Girone A)
- Supercoppa di Lega di Serie C1: 1

Grosseto: 2007

#### Competizioni regionali
- Campionato di Prima Categoria Toscana: 1

Roselle: 2014-2015
- Coppa Toscana: 1

Roselle: 2014-2015
- Promozione Toscana: 1

Roselle: 2015-2016 (Girone C)

### Allenatore

#### Competizioni regionali
- Coppa Italia Dilettanti Toscana: 1

Grosseto: 2017-2018